# 1910 no jornalismo
Nesta página encontrará referências aos acontecimentos directamente relacionados com o jornalismo ocorridos durante o ano de 1910.

## Nascimentos
| Data           | Nome                                  | Profissão                           | Nacionalidade                              | Observações | Ref |
| -------------- | ------------------------------------- | ----------------------------------- | ------------------------------------------ | ----------- | --- |
| 8 de janeiro   | Cristóvão de Alencar                  | compositor, radialista e jornalista | Brasil                                     | m. 1983     |     |
| 18 de Junho    | Fernando Monteiro de Castro Soromenho | jornalista, ficcionista e etnólogo  | Reino Unido de Portugal, Brasil e Algarves | m. 1968     |     |
| 19 de Dezembro | Samuel Wainer                         | jornalista                          | Brasil                                     | m. 1980     |     |

## Mortes
| Data | Nome | Profissão | Nacionalidade | Observações | Ref |
| ---- | ---- | --------- | ------------- | ----------- | --- |